# Bělení textilií
Bělení textilií je chemická úprava, jejímž hlavním účelem je odstranění (přirozeného) zbarvení, odstranění rostlinných nečistot a tuků a zvýšení savosti zušlechťovaného materiálu.
Bělení textilií z celulózových vláken (bavlna, len, konopí příp. juta) se provádí různými louhy, živočišná vlákna se bělí kombinací redukčních a oxidačních prostředků.

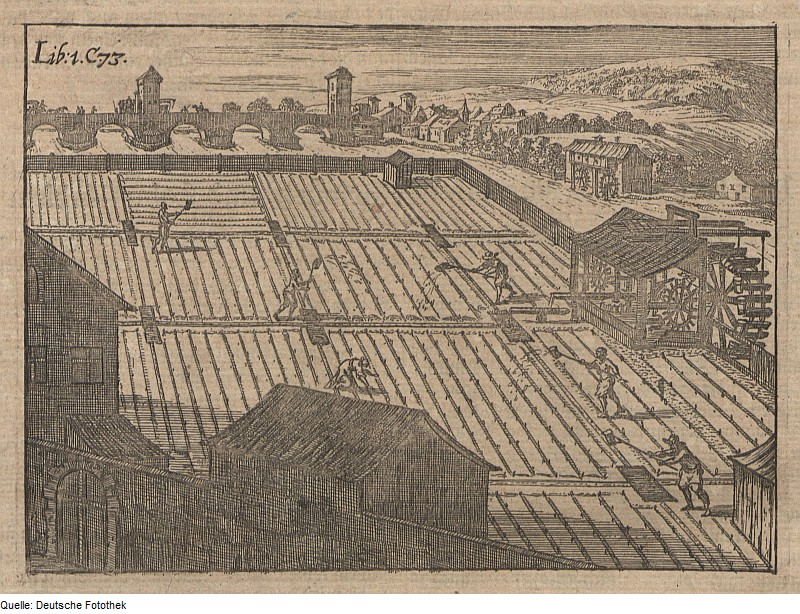
Bělení v Německu v roce 1695 (mědirytina)

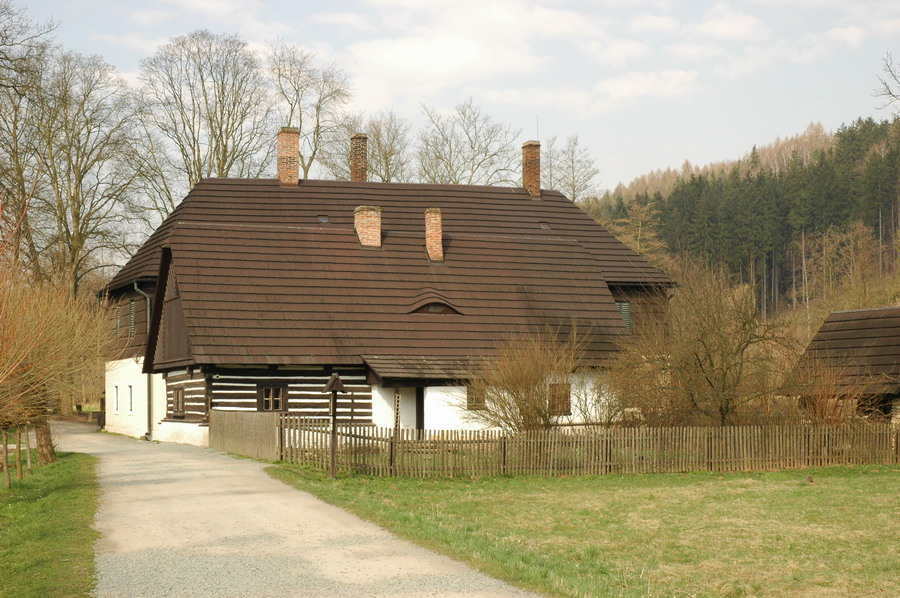
Staré bělidlo v Babiččině údolí u Ratibořic

## Z historie bělení
Bělení textilií slunečními paprsky bylo známé již ve 3. tisíciletí před n. l. V 11. a 12. století byli platili nizozemští odborníci v celém tehdejším světě za nejlepší výrobce bělených lněných tkanin. Jejich metoda bělení, po dlouhou dobu přísně tajená, spočívala v kombinaci účinků slunečního světla s louhováním a namáčením textilie v podmáslí. Celá procedura trvala asi 8 týdnů.
V roce 1746 začal Angličan Roebuck používat zředěnou kyselinu, později kyselinu sírovou, namísto podmáslí a tím se krátila doba na bělení na cca 1 den. Koncem 18. století zavedl Skot Tennant jako bělící prostředek chlorové vápno. Od konce 20. let 20. století se k bělení používá převážně peroxid vodíku, který v 21. století z ekologických důvodů téměř zcela nahradil dosavadní chlornan sodný

## Způsob zpracování

### Bavlna a směsi s chemickými vlákny

Schéma vzniku peroxidu vodíku (z antracenu)

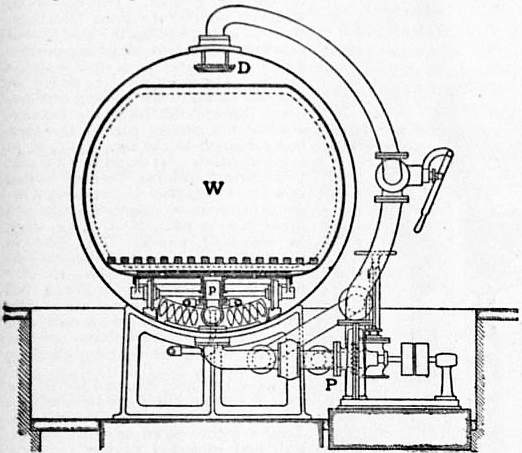
Průřez vyvářecím kotlem (nákres ze začátku 20. století)

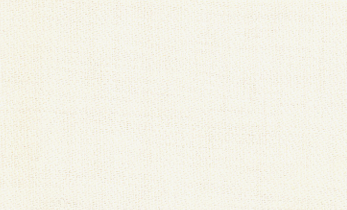
Počesávaný a bělený barchet (snímek z roku 1909)

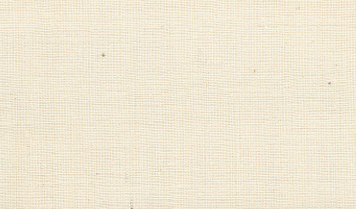
Jednostupňově (polo) bělená tkanina

se bělí oxidací peroxidem vodíku {\displaystyle H_{2}O_{2}} a (z ekologických důvodů stále méně) chlornanem sodným {\displaystyle NaClO} v alkalickém prostředí. Při chemických reakcích spolupůsobí různé pomocné prostředky (aktivátory, stabilizátory).
Vlákenné vločky a příze se bělí v aparátech.
Tkaniny se zpracovávají většinou jako předúprava k barvení za široka nebo v provazci,
pleteniny v kádích (nebo pěchovacích aparátech) nebo podobně jako tkaniny obvykle za
následujících podmínek:
| Způsob zpracování | Materiál k bělení | Materiál k bělení            | Materiál k bělení                    | Materiál k bělení | Materiál k bělení | Materiál k bělení |
| Způsob zpracování | snadno bělitelný  | předúprava k barvení / tisku | těžce bělitelný                      | těžce bělitelný   |                   |                   |
| Vyvářka           | ---               | ---                          | xxx                                  |                   |                   |                   |
| 1. stupeň bělení  | xxx               | xxx                          | xxx                                  |                   |                   |                   |
| 2. stupeň bělení  | ---               | xxx                          | xxx                                  |                   |                   |                   |
| Poznámka:         | nižší bělost      | pro tkaniny i pleteniny      | případně s předbělením a předmáčením |                   |                   |                   |

Strojní zařízení:

Kontinuální linky často obsahují vyvářku, několikanásobné bělení, praní a sušení
Diskontinuální zařízení (např.: napouštěcí oddíl – ždímací válce - propařovací šachty – reakční komory) s výhodou podstatně nižší spotřeby energie

### Bělení lýkových vláken
je velmi podobné jako u bavlny. Zde se rozlišují 1 až 4 bělicí pochody, plně bělený materiál ztrácí nejméně 20 % váhy.
U juty se dá jen velmi obtížně dosáhnout úplné bělosti, vlákna pozbývají bělením až 40 % pevnosti.

### Vlna
se nebělí tak často jako rostlinné materiály. Bělicí úpravou se nedá dosáhnout stejný efekt jako u rostlinných vláken, výsledkem je často jen podstatně světlejší barevný odstín. Provádí se zpravidla kombinací redukce (s {\displaystyle NaHSO_{3}} a {\displaystyle Na_{2}S_{2}O_{5}}) a oxidace ({\displaystyle H_{2}O_{2}} v mírně alkalickém prostředí).

### Bělení přírodního hedvábí
je vlastně odkližování v mydelní nebo mírně alkalické lázni. Tím se odstraní z vlákna sericin a uvolní přirozené barvivo, které je na něj vázáno.

### Syntetická vlákna
se bělí jen zcela výjimečně. K zušlechťování se připravují pouze praním a případně optickým zjasňováním.  